# Diploderma splendidum
Diploderma splendidum — вид ігуаноподібних ящірок родини агамових (Agamidae). Ендемік Китаю.

## Опис

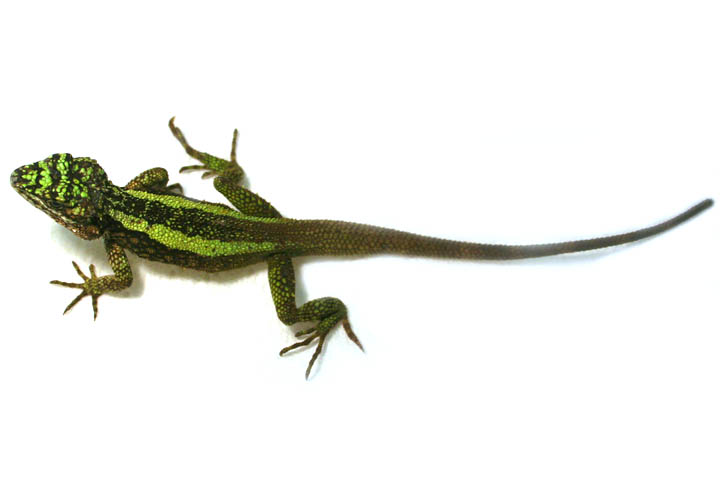
Самець Diploderma splendidum

Довжина ящірки Diploderma splendidum варіюється від 9 до 25 см, іноді до 40 см. Самці є більшими за самиць. Верхня частина тіла у самців оливкова, у самиць темно-коричнева. На боках ромбоподібні плями формують суцільну трав'янисто-зелену або жовтувато-зелену смугу, у самців вона більш яскрава. Тім'я у самців поцятковане численними трав'янисто-зеленими плямами, у самиць вони жовтувато-зелені.

## Поширення і екологія
Diploderma splendidum широко поширені в басейні Янцзи, на території провінцій Гуйчжоу, Хубей, Хунань, Сичуань, Юньнань і Чунцин, можливо, також в Хенані та на півдні Ганьсу. Вони живуть на гірських схилах та в передгір'ях, серед чагарникових заростей, каміння і скель. Зустрічаються на висоті від 380 до 2520 м над рівнем моря. Ведуть денний, активний спосіб життя, є територіальними. Живляться дрібними безхребетними.